# 国分盛顕
国分 盛顕（こくぶん もりあき、天文元年（1532年）? - 天正6年4月14日（1578年5月20日）没?）は、戦国時代に陸奥国宮城郡南部、現在の仙台市付近を領した武士である。国分盛氏の嫡子として家を継ぎ、伊達氏から婿として国分盛重を迎えて家督を譲ったとされるが、史料に錯綜や矛盾があり、真相不明である。実在しない可能性もある。
盛顕について伝えるのは、江戸時代に佐久間義和が編纂した「平姓国分系図」である。それによれば、天文元年（1532年）に国分に生まれ、小字は五郎。父は国分盛氏、母は相模定胤の女。盛氏の長子として生まれ、弟に盛廉がいた。官位として正六位上弾正忠を称した。多弱で子がなかったため、弟の盛廉に後を譲って自らは松森の塁（松森城）に移った。しかるに盛廉が元亀元年（1570年）3月18日に戦死したため、国分の当主として復帰した。
天正3年（1575年）6月下旬から、相馬盛胤が宮城県南部へ攻勢に出た。国分氏も相馬氏に付いていた。伊達氏と相馬氏の決戦と見られるが、相馬氏は即撤退し、伊達氏優勢の状況となった。
天正5年（1577年）8月に伊達晴宗の9男盛重を養子とし、盛廉の長女と結婚させて家督を譲った。天正6年（1578年）4月14日、47歳で没。礼徳院殿前侍御史朝議郎信徹常法大居士。
ところが、やはり江戸時代に編纂された伊達氏の公式史書「伊達治家記録」は、盛顕にも盛廉にも触れず、盛氏には男子がなかったとする。そのためで伊達氏から婿として国分盛重を迎え、これに家督を譲ったと説明する。古内氏に伝わる「平姓国分氏系図」にも盛顕・盛廉が見えず、盛氏から直接に養子の盛重に継承されたことになっている。
盛重の継承について信頼できる史料として唯一のものは、国分氏の家臣である堀江掃部允にあてて伊達晴宗が出した書状で、そこには九郎を国分に代官として遣わし、堀江に相談させるので何かあったら知らせるように、とある。九郎は彦九郎盛重でよいとして、婿入りではなく代官として国分氏のもとに赴いたとなると、二つの系図も治家記録も伝えない事情がありそうである。